# Югай Герасим Андрійович
Гераси́м Андрі́йович Юга́й (*28 липня 1931, Владивосток, Приморський край, РРФСР, СРСР — 26 листопада 2013, Москва) — російський філософ. Доктор філософських наук. Професор. Академік Російської академії природничих наук (РАПН). Директор Наукового центру євразійських досліджень РАПН.

## Біографія
1954 року закінчив Казахський університет.
У 1959-1969 роках — науковий співробітник, завідувач відділу, заступник директора Інституту філософії та права АН Казахської РСР.
У 1969-1971 роках — керівник групи філософів Наукового центру біологічних досліджень АН СРСР.
У 1971-1981 роках — завідувач кафедри філософії Московського медичного стоматологічного інституту.
У 1981-1986 роках — завідувач кафедри філософії Заочного інституту радянської торгівлі.
У 1986-1995 роках — завідувач кафедри філософії та політичної економії Всесоюзної академії сільськогосподарських наук імені Леніна (Російської сільськогосподарської академії).
У 1993-1994 роках — завідувач сектору екології Міністерства у справах національностей і регіональної політики РФ.
Від 1995 року — ректор Євразійського інституту.